# Boris Bielajew
Boris Władimirowicz Bielajew (ros. Борис Владимирович Беляев, ur. w czerwcu 1917 w Kałudze, zm. 19 lutego 1945 w Poznaniu) – radziecki wojskowy, major, uhonorowany pośmiertnie tytułem Bohatera Związku Radzieckiego (1945).

## Życiorys
Ukończył Moskiewski Instytut Kultury Fizycznej, od czerwca 1941 służył w Armii Czerwonej, w 1943 został członkiem WKP(b). Od 1941 uczestniczył w wojnie z Niemcami. Jako dowódca batalionu piechoty 246 gwardyjskiego pułku piechoty 82 Gwardyjskiej Dywizji Piechoty 8 Gwardyjskiej Armii 1 Frontu Białoruskiego w stopniu majora wyróżnił się podczas operacji warszawsko-poznańskiej (będącej częścią operacji wiślańsko-odrzańskiej) trwającej od 14 stycznia do 3 lutego 1945. W pierwszy dzień natarcia dowodzony przez niego batalion przełamał obronę przeciwnika i 17 stycznia 1945 wdarł się do Rawy Mazowieckiej, następnie brał udział w walkach o Łódź, podczas których Bielajew został ranny. Zginął w walce o cytadelę w Poznaniu. Został pochowany w centrum Poznania. Był odznaczony Orderem Wojny Ojczyźnianej II klasy, a 24 marca 1945 pośmiertnie przyznano mu tytuł Bohatera Związku Radzieckiego i Order Lenina. Jego imieniem nazwano ulicę w Kałudze.